# Periga submaculata
Periga submaculata är en fjärilsart som beskrevs av Eugène Louis Bouvier 1932. Periga submaculata ingår i släktet Periga och familjen påfågelsspinnare. Inga underarter finns listade i Catalogue of Life.